# Aphanotrigonum postpositum
Aphanotrigonum postpositum är en tvåvingeart som först beskrevs av Oswald Duda 1933.  Aphanotrigonum postpositum ingår i släktet Aphanotrigonum och familjen fritflugor. Inga underarter finns listade i Catalogue of Life.